# Datlowe
Datlowe, s.r.o. je česká technologická společnost zaměřená na vývoj softwarových nástrojů pro zdravotnictví, které využívají umělou inteligenci a analýzu dat. Byla založena v roce 2014 a její hlavní produkt, systém HAIDI, je určen k monitorování nemocničních infekcí. Technologie Datlowe se využívá v několika nemocnicích v Česku i v zahraničí.

## Historie
Společnost Datlowe byla založena v roce 2014. Její činnost je zaměřena na vývoj nástrojů, které mohou zlepšit sledování zdravotnických procesů, zejména v oblasti prevence nemocničních infekcí.
V roce 2023 do společnosti vstoupil Tomáš Kolář, generální ředitel společnosti LINET, který do ní investoval s cílem podpořit rozvoj a expanzi.

## Produkty a technologie
Hlavním produktem společnosti je systém HAIDI, který shromažďuje a analyzuje data ze zdravotnické dokumentace s cílem identifikovat potenciální rizika spojená s nozokomiálními infekcemi. Systém využívá algoritmy strojového učení a zpracování přirozeného jazyka. Systém má za cíl zjednodušit procesy sledování infekcí, snížit administrativní zátěž a podpořit preventivní opatření. Jeho využití bylo zaznamenáno v několika českých nemocnicích, včetně Fakultní nemocnice v Motole. Systém HAIDI je kromě českých nemocnic nasazen také v některých zdravotnických zařízeních na Slovensku a v Rakousku. Společnost plánuje další rozšíření na evropské trhy.
V roce 2024 společnost představila systém MERIE, který využívá umělou inteligenci a strojové učení k identifikaci rizik spojených s lékovými problémy pacientů. Tento nástroj analyzuje dostupná zdravotnická data a upozorňuje lékaře a klinické farmaceuty na potenciální zdravotní rizika. Pilotní provoz systému MERIE probíhal v Nemocnici Rudolfa a Stefanie Benešov.

## Certifikace a spolupráce
Společnost je certifikována podle normy ISO/IEC 27001:2013, která se týká řízení bezpečnosti informací. Spolupracuje mimo jiné s akademickými institucemi, jako je Karlova univerzita.